# Campylotropis neglecta
Campylotropis neglecta är en ärtväxtart som beskrevs av Anton Karl Schindler. Campylotropis neglecta ingår i släktet Campylotropis och familjen ärtväxter. Inga underarter finns listade i Catalogue of Life.